# Histoire des Hautes-Pyrénées

Blason "d'or à deux lions léopardés de gueules, armés et lampassés d'azur, passant l'un sur l'autre"

De la Bigorre au département des Hautes-Pyrénées.

## Origines antiques

### Avant Rome
Jules César, dans ses Commentaires sur la Guerre des Gaules, remarque que ce qu'il cartographie lui-même sous le terme de « Gaule aquitaine », est composé de peuples aux us & coutumes plus proches des Ibères que des Celtes (au Nord : Gaulois et Belges, respectivement répartis dans ce qu'il nomme « Gaule celtique » — grosso modo future Gaule lyonnaise — et Gaule belgique ; sans parler au Sud des Celtes d'Ibérie — Bérons, Vaccéens... — ainsi que des Celtibères).
Il pourrait s'agir d'Ibères résiduels, voire en partie réfugiés, à la suite de la conquête romaine de la péninsule Ibérique sous le coup des guerres puniques. Car on sait que l'aire aquitaine, aquitanique, aquitanienne ou encore vasconique, correspond à une région où l'on parle alors des langues proto-basques : c'est probablement une seule et même variété de langues, que parlent les peuples recensés par Rome.
S'ils conservèrent leurs parlers malgré la romanisation, c'est parce qu'une partie d'entre eux s'allie avec l'Urbs pendant la guerre des Gaules. Naturellement, entourés des Celtes gaulois, des Celtes d'Ibérie et des Celtibères, ils en connaissent des influences au moins matérielles et techniques.

### Romanisation
La Bigorre, ou Bigòrra en gascon, doit son nom au peuple antique des Bigorrais, Bigerri ou Bigerrones. Diverses peuplades montagnardes s'y rattachent tels les Tornates, les Campons, les Onosubates et les Crébennes. Les Bigorrais, sont l'un de ces peuples aquitaniques qui ont été soumis par Crassus, lieutenant de César. Leur capitale, Bigarra, pourrait être reconnu dans le village de Cieutat, situé à 15 kilomètres de Bagnères-de-Bigorre.
Lorsque, à la fin de sa huitième campagne, César lui-même vient avec deux légions séjourner quelque temps en Aquitaine, peut-être traverse-t-il la Bigorre. À l'image du village de Juillan, vicus Julianus, on retrouve, du moins, son nom en plusieurs lieux. On verrait même, près de Pouzac, les traces d'un camp dit "de César".
Maîtres du pays, les Romains en explorent presque toutes les vallées et tirent grand usage des eaux minérales qui s'y rencontrent en abondance. On retrouve encore des traces de voies romaines, dans la lande de Capvern, où le chemin s'appelle encore  Césarée, à l'Estelou-de-Vieille et, enfin, à une lieue au nord de Lourdes, près d'une métairie nommée Strata qu'on prétend occuper la place d'une ville antique.

## Émergence du comté de Bigorre

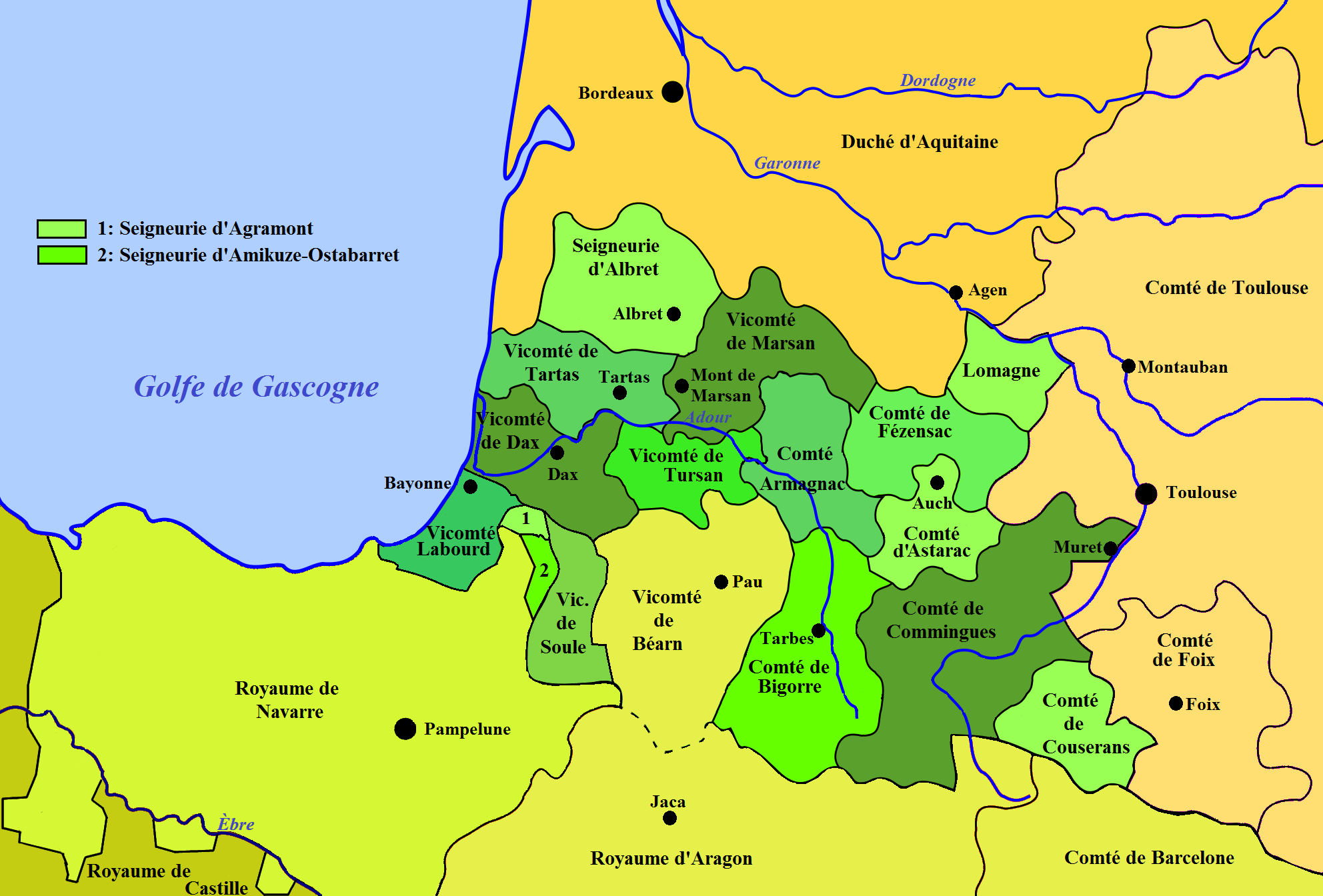
Carte des fiefs de Gascogne vers 1150

### Des conflits...
À la mainmise des Romains, succède celle des Wisigoths, refoulé en péninsule ibérique à la bataille de Vouillé, puis celle des Francs.
Le comté de Bigorre est constitué au début du IXe siècle par le duc de Vasconie Loup Centule pour son fils Donat Loup († v. 820), qui épouse Faquilène, laquelle lui apporte sans doute la plus grande partie de ses terres. Mais la connaissance de cette période dépend de la Charte d'Allaon, qui est en fait un faux du XVIIe siècle. Depuis Donat Loup est plutôt considéré comme de la fin du IXe siècle.
La principauté, dont la capitale est Tarbes, est alors considérable, mais elle est amoindrie par les générosités de ses premiers comtes.
Le comté de Bigorre qui revient à Raymond Dat († v. 947), passe successivement au XIe siècle dans la maison de Foix, puis  dans celle de Béarn, au XIIe siècle dans celle de Marsan, puis dans celle de Comminges, et au XIIIe siècle dans celle de Montfort. Il devient l'enjeu entre plusieurs seigneurs voisins. le roi d'Aragon doit forcer le comte de Comminges à y renoncer pour le confier au vicomte de Béarn. Plus tard, Simon IV de Montfort fait annuer le mariage de Nuno Sanchez avec la comtesse Pétronille pour la donner en mariage à son fils Guy.

### ... engendrant le reflux des langues vasconiques
Bien que les Wisigoths ne purent jamais dominer le territoire de l'actuel pays basque, c'est durant cette première féodalité que refluèrent les parlers proto-basques de l'ensemble de la Vasconie, sous le coup des guerres avec les Francs puis des Maures,,.

## Crise de succession et l'annexion (1255-1292)
La Bigorre est alors l'objet d'une querelle successorale : Pétronille de Comminges, héritière de la Bigorre par sa mère, a été mariée à Guy de Montfort, fils de Simon IV de Montfort, comte de Leicester. Celui-ci prétend à l'héritage de son frère Guy et Pétronille lui a confié la garde de la Bigorre pendant la minorité de son petit-fils Esquivaut. La maison de Montfort se divise donc à la mort de Pétronille entre les partisans d'Esquivaut, et ceux du roi de Navarre Thibaut II.
Esquivaut l'emporte, mais à sa mort en 1283, le roi d'Angleterre assume la garde du comté en tant que suzerain. La sœur d'Esquivaut, Loré, mariée à Raymond V de Turenne, fait alors un procès dont le principal résultat est que le roi de France séquestre le comté et l'attribue à sa femme, la reine Jeanne Ire de Navarre, héritière de Thibaut II. Jeanne donne la Bigorre à son troisième fils, le futur Charles IV, qui l'unit au domaine royal à son avènement en 1322.
Donnée un temps au comte d'Armagnac Jean Ier, la Bigorre est cédée par le roi de France à Édouard III par le traité de Brétigny.
Elle est reconquise par Charles V entre 1369 et 1373. Alors convoitée par les comtes de Foix et d'Armagnac, elle passe définitivement au comte de Foix en 1425, Jean II d'Armagnac ayant échangé ses droits avec le roi contre le Rouergue.

## Département renommé Hautes-Pyrénées
La Bigorre avait, sous l'Ancien-Régime, ses états particuliers.
Les départements, se substituant aux provinces, sont créés le 4 janvier 1790 par l'Assemblée constituante. Le département des Hautes-Pyrénées a ainsi été créé pendant la Révolution française, le 4 mars 1790 en application de la loi du 22 décembre 1789, à partir d’une partie de la province de Gascogne, la dite Bigorre. Le conventionnel tarbais Bertrand Barère s’est particulièrement battu en ce sens : 

« Si ce pays, le Bigorre, est trop petit pour former un département, il convient de l’agrandir. Mais il serait très inique de n’en faire que des districts dépendant d’une ville étrangère ; ce serait un meurtre politique que de faire de Tarbes le misérable chef-lieu d’un district. »

On notera l'étonnante géographie de ce département qui possède deux petites exclaves dans le département voisin des Pyrénées-Atlantiques. C'est une survivance du Moyen Âge : en effet, à la fin du XIe siècle Gaston IV le Croisé, vicomte de Béarn, épouse Talèse d'Aragon, vicomtesse du Montanérès, petit territoire située entre Béarn et Bigorre; le Montanérès reste au Béarn mais Talèse garde pour elle cinq paroisses qui constituent toujours les deux enclaves dans les Pyrénées-Atlantiques.
De 1791 à 1793, les cinq districts (Tarbes, Bagnères, Vic, La Montagne-Argelès et Les Quatre Vallées-La Barthe-de-Neste) du département des Hautes-Pyrénées fournirent cinq bataillons de volontaires nationaux.